# St. Ulrici (Sangerhausen)

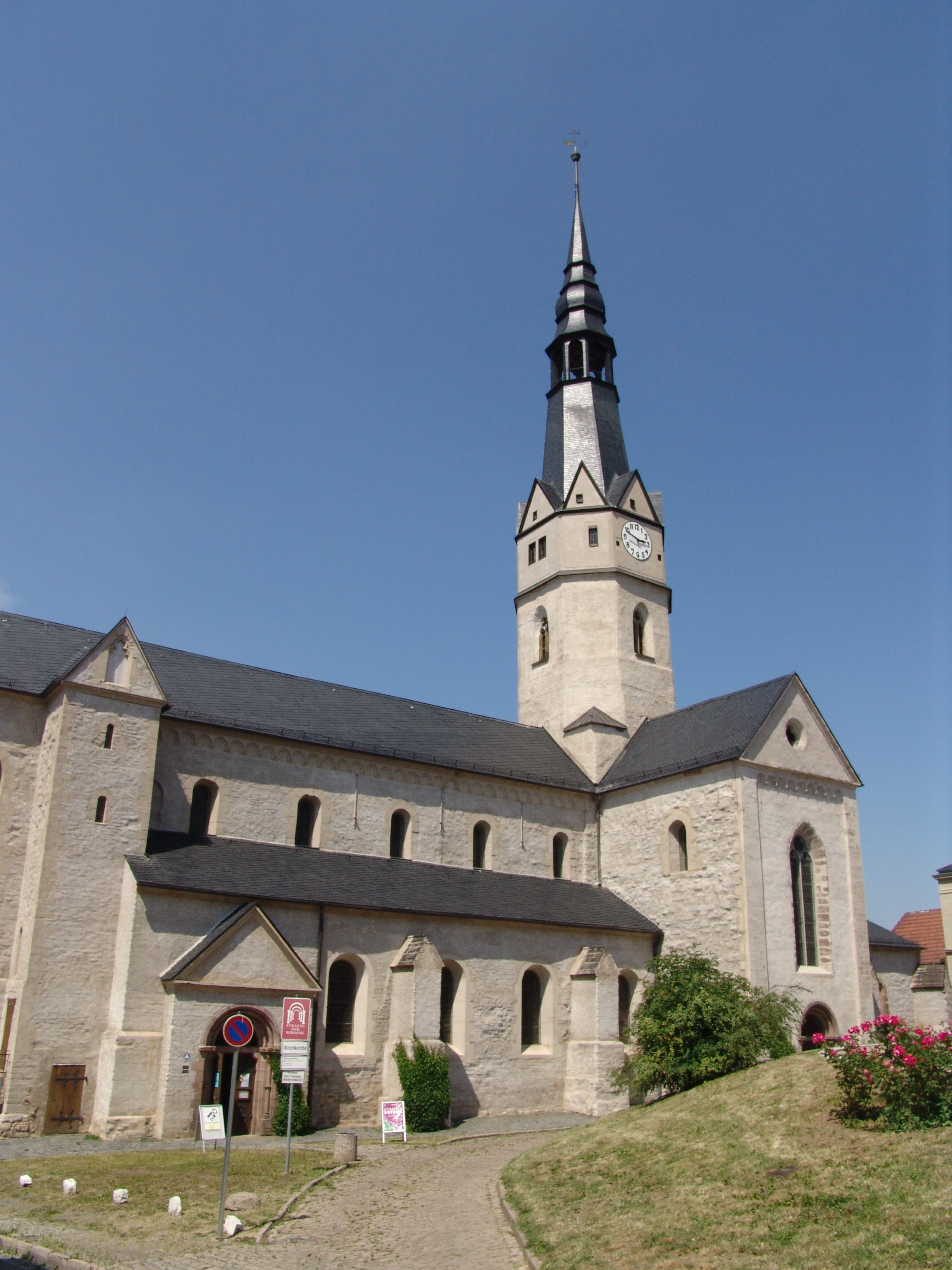
St. Ulrici in Sangerhausen

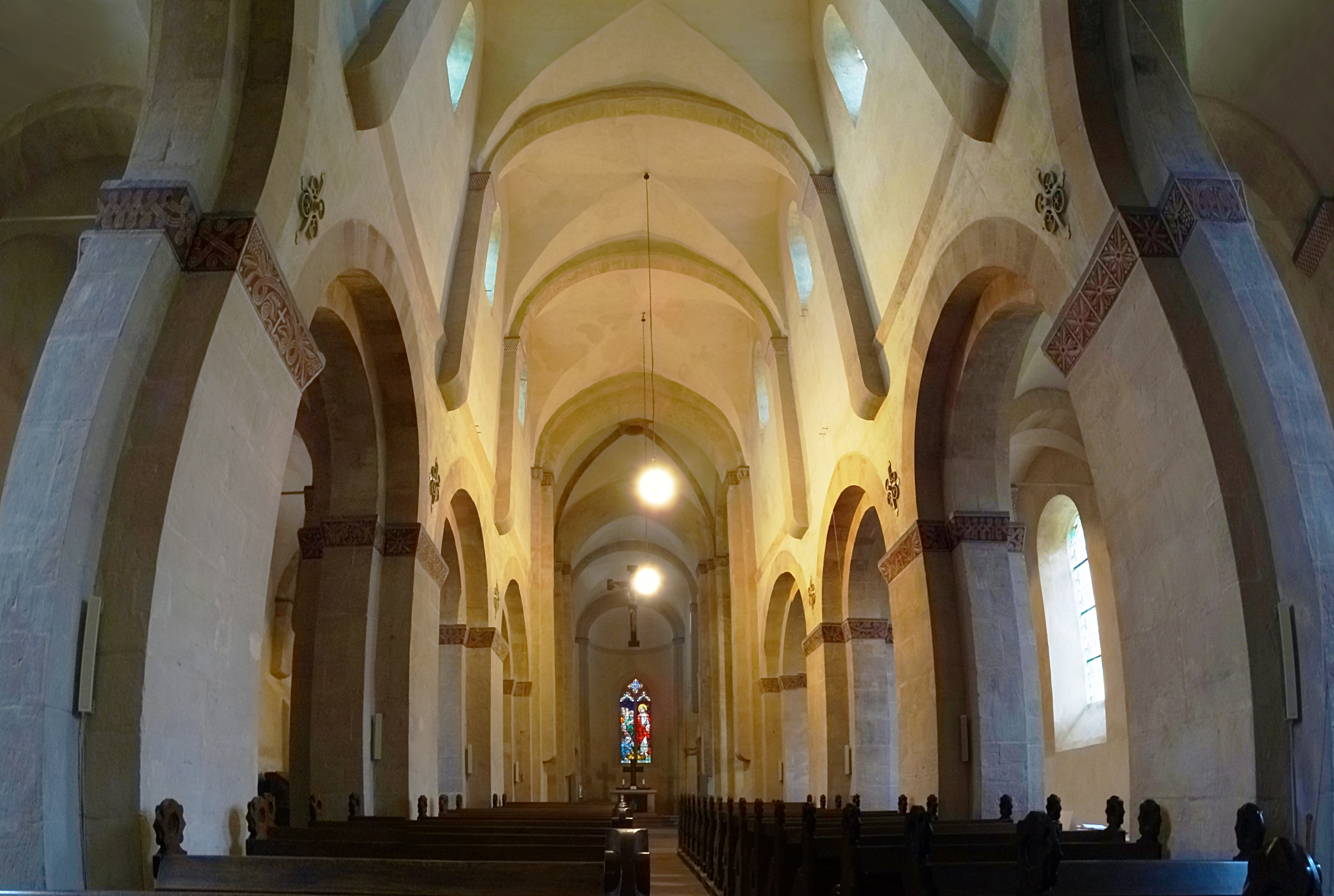
Innenraum-Panorama

Die Kirche St. Ulrici ist eine evangelische dreischiffige romanische Pfeilerbasilika in Sangerhausen in Sachsen-Anhalt, die im 12. Jahrhundert gebaut wurde. Sie ist die älteste und bedeutendste Kirche der Stadt und wird auf Grund ihrer besonderen Architektur als ein „Fremdling innerhalb der sonst sehr einheitlichen thüringisch-sächsischen Romanik“ eingeschätzt. Die Ulrichskirche gehört heute zum Kirchenkreis Eisleben-Sömmerda der Evangelischen Kirche in Mitteldeutschland.

## Geschichte
Wann die erste Kirche an dieser Stelle gebaut wurde, ist unbekannt. Im Jahr 1100 schenkte Landgraf Ludwig der Springer dem Benediktinerkloster Reinhardsbrunn die „Kirche des Ortes, (der) Sangerhusen (genannt wird)“. Wahrscheinlich war die Ulrichskirche gemeint. Ihr war in dieser Zeit möglicherweise ein Kollegiatstift angeschlossen. In der Kirche waren mehrere Angehörige der gräflichen Familie bestattet.
Bald nach 1116 wurde ein neuer Kirchenbau nach einem Gelöbnis von Ludwig dem Springer errichtet. Zwischen 1135 und 1140 wurde dieser geweiht.
Seit 1265 wurde an ihr ein Zisterzienserinnenkloster eingerichtet. 1539 wurde dieses aufgelöst, die Kirche St. Ulrici wurde evangelische Pfarrkirche.

## Baugeschichte
Der heute erhaltene dreischiffige Pfeilerbasilika wurde etwa ab 1116 erbaut. Bald nach 1265 muss der nördlich anschließende Kreuzgang für die Zisterzienserinnen angebaut worden sein. Beim Stadtbrand im Jahr 1389 wurde das Kloster zerstört, die Kirche wurde beschädigt.
Bei der Wiederherstellung wurde der gotische Vierungsturm aufgesetzt, Südquerhaus und Mittelapsis erhielten gotische Fenster, das Nordquerhaus wurde um ein Joch gekürzt. 1583 wurden Strebepfeiler angelegt, 1625 wurde das Gewölbe des nördlichen Seitenschiffs neu gebaut. 1694 wurden Chor-, Querhaus- und Westgiebel ausgewechselt. Ein Dachreiter wurde 1699 entfernt. 1706 wurden vier weitere Strebepfeiler an der Südseite angefügt. Ein weiterer Brand im Jahr 1780 führte dazu, dass im Jahr 1809 das Vierungsgewölbe ausgewechselt wurde.
Von 1892 bis 1893 fand eine tiefgreifende Instandsetzung der Kirche statt, bei der Portale, Friese und Fenster ausgewechselt und neu gestaltet wurden. Emporen sowie die barocke Orgel und der barocke Altar wurden beseitigt, die Kirche wurde im Stil der Neuromanik ausgemalt. Holzbildhauer Gustav Kuntzsch, Wernigerode, lieferte eine Kanzel; diese wurde 1948/1949 im Zuge einer Renovierung aufgrund starken Holzwurmbefalles entfernt.
Seit 1991 wird die Kirche erneut restauriert.

## Beschreibung

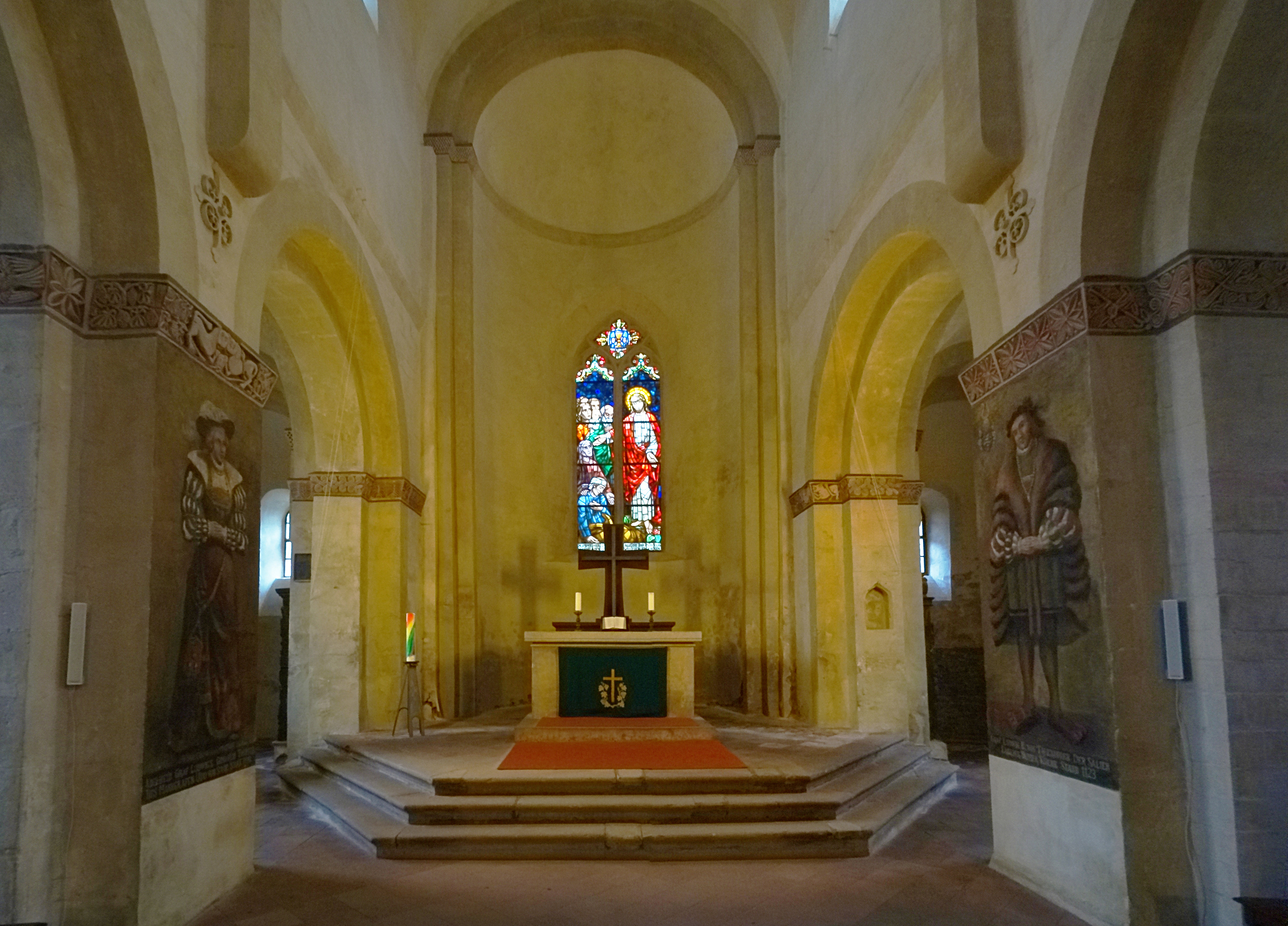
Altarraum

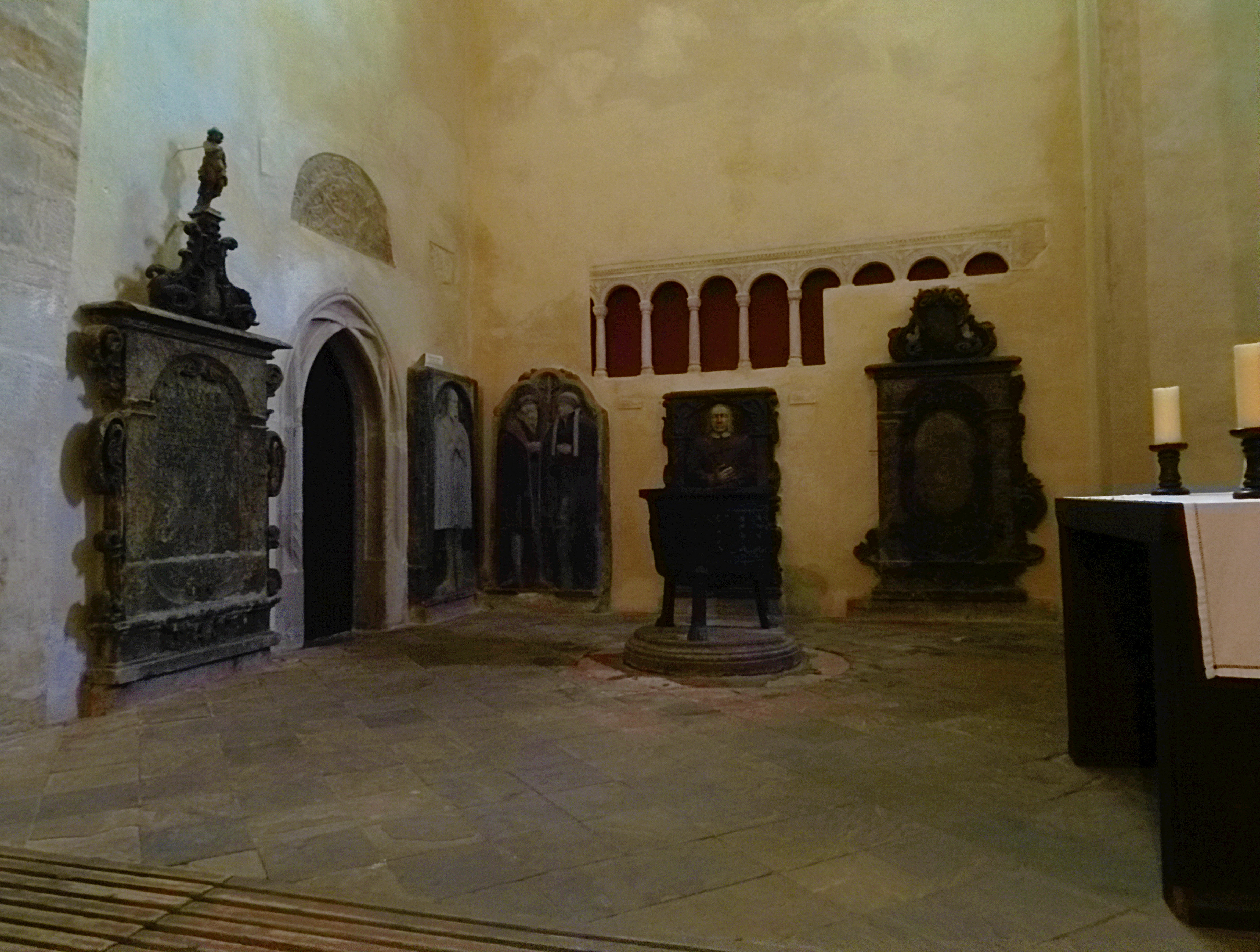
Taufbecken von 1369 und Epitaphien

St. Ulrici ist eine aus Bruchstein und Sandsteinquader erbaute, dreischiffige Pfeilerbasilika mit Querhaus und Vierungsturm. Die Pfeiler sind kreuzförmig. Das Langhaus hat fünf Joche. Nach Westen schließt sich ein Anbau mit zwei Jochen in Breite und Höhe des Mittelschiffs an. Der Chor ist ebenfalls dreischiffig und umfasst zwei Joche. Es endet in drei parallelen Konchen. Die Querhausflügel haben zwei Joche, wobei das innere den Fluss der Seitenschiffe fortsetzt. Das jeweils äußere Joch endet nach Osten in eine Apsis.
Von außen sind charakteristisch die lange, durchlaufende Firstlinie um das Dach und der mit einem Spitzhelm versehene achteckige Vierungsturm. Der Vierungsturm gehört zu den prägenden Elementen des Stadtbildes von Sangerhausen.
Im Inneren fällt das „beeindruckend schmale und schluchtartig wirkende“ Mittelschiff und Querschiff auf. Fünf Rundbogenarkaden unterschiedlicher Höhe und Weite trennen das Mittelschiff von den Seitenschiffen. Charakteristisch sind die verbogenen Vierungspfeiler und Gurtbogenvorlagen im Querschiff, Folge des Drucks, den der zu schwere Vierungsturm ausübt. Mittelschiff, nördliches Seitenschiff, Querschiffe und Chor verfügen über unregelmäßige Kreuzgratgewölbe, während das südliche Seitenschiff von Tonnengewölbe überdeckt wird. Im nördlichen Querschiffarm ist ein Tympanon aus der 1. Hälfte des 12. Jahrhunderts eingemauert. In der Stirnwand des nördlichen Querhauses befinden sich im Mauerwerk die Reste einer Schrankenbekrönung aus Holz und Stuck. Das Taufbecken aus Bronze stammt aus dem Jahr 1369. Im westlichen Chorjoch hängt ein Kruzifix aus der Zeit um 1500.
In der Kirche befindet sich unter anderem das Grabmal des 1558 verstorbenen Amtsschössers Valtin Fuchs.

## Historische Orgel

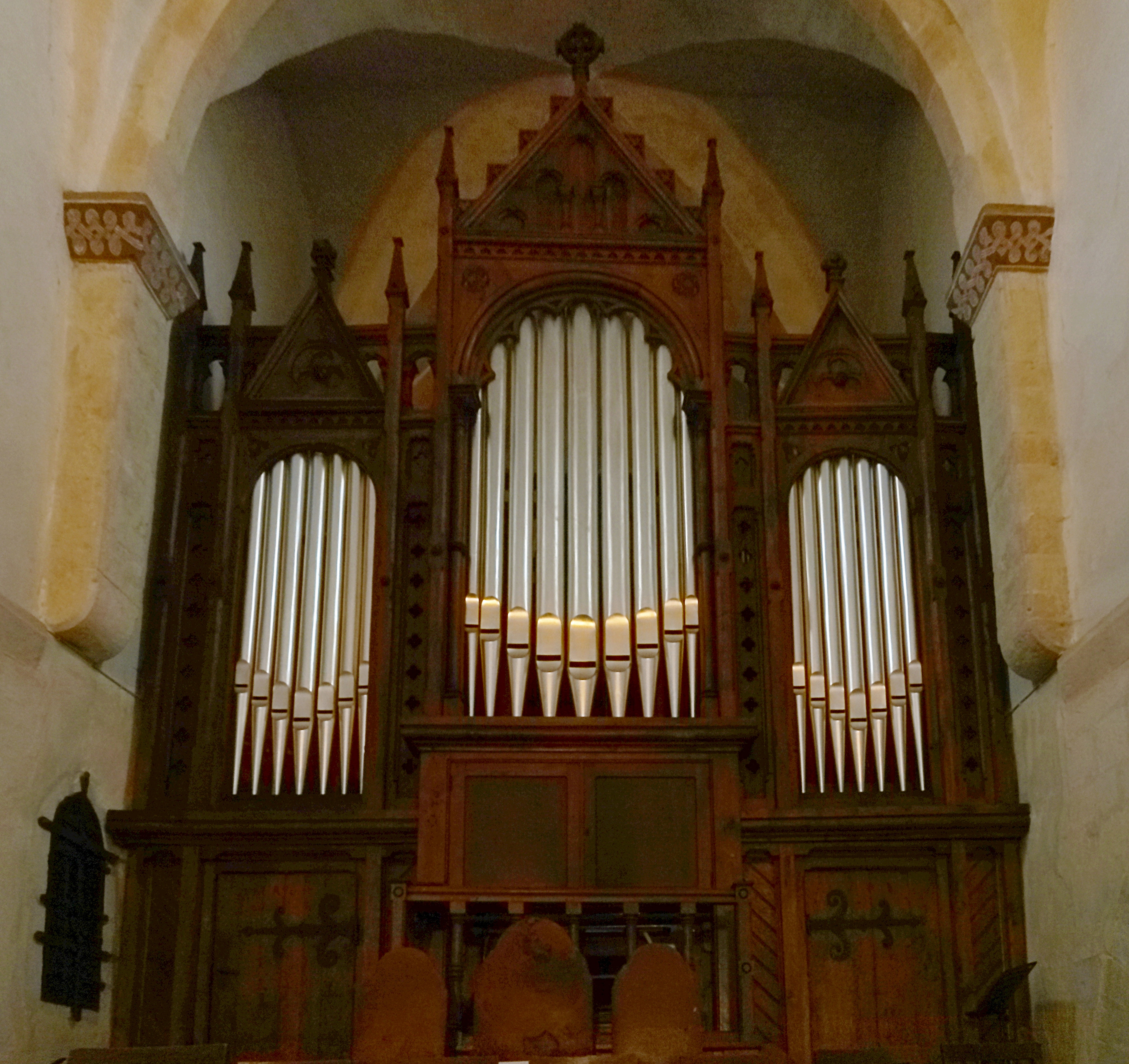
Die Strobel-Orgel von 1858

Die Orgel von St. Ulrici wurde 1858 von dem Orgelbauer Julius Alexander Strobel (Frankenhausen) erbaut. Das rein mechanische Instrument hat 20 Register (Schleifladen) auf zwei Manualen und Pedal, in einem neuromanischen Prospekt von 1892. Die Prospektpfeifen sind stumm. Nach etlichen, teilweise erheblichen Eingriffen in das Instrument wurde die Orgel 2010 durch die Orgelbaufirma Sauer (Frankfurt/Oder) in den historischen Zustand zurückversetzt, wobei etliche Register ganz oder teilweise rekonstruiert wurden.
| I Hauptwerk C–d3 |                |     |   |
| 1.               | Bordun         | 16′ |   |
| 2.               | Principal      | 8′  |   |
| 3.               | Hohlflöte      | 8′  |   |
| 4.               | Gedact         | 8′  |   |
| 5.               | Gamba          | 8′  | R |
| 6.               | Octave         | 4′  |   |
| 7.               | Octave         | 2′  |   |
| 8.               | Cornett II-III | R   |   |
| 9.               | Mixtur IV      | R   |   |
| 10.              | Trompete       | 8′  |   |

| II Oberwerk C–d3 |                 |    |   |
| 11.              | Geigenprincipal | 8′ | R |
| 12.              | Gedact          | 8′ |   |
| 13.              | Flauto traverso | 8′ | R |
| 14.              | Principal       | 4′ | R |
| 15.              | Flauto dolce    | 4′ |   |

| Pedalwerk C–c1 |           |     |   |
| 16.            | Violon    | 16′ |   |
| 17.            | Subbass   | 16′ |   |
| 18.            | Octavbass | 8′  |   |
| 19.            | Violon    | 8′  | R |
| 20.            | Posaune   | 16′ | R |

- Koppeln: II/I, I/P

R = teilweise oder ganz rekonstruiertes Register (2010)